# Per Grevesmühl
Per Oskar Vilhelm Grevesmühl, född 22 mars 1949, är en svensk jurist som var lagman i Örebro tingsrätt från 2008 till 2014.
Grevesmühl blev fiskal i Göta hovrätt 1978 och utsågs till rådman i Hallsbergs tingsrätt 9 juli 1987. Den 6 december 2007 utsågs han till lagman i Örebro tingsrätt.